# 观音洞 (锦州)
观音洞，舊名普陀寺，是位于中国辽宁省锦州市北普陀山的寺廟，為佛教圣地，現亦為觀光景點，規劃成九區三十六個景點的風景區。該寺廟始建於遼代，遼代皇太子耶律倍曾長居於此。